# Glimfältmätare
Glimfältmätare (Perizoma hydrata) är en fjärilsart som beskrevs av Georg Friedrich Treitschke 1829. Glimfältmätare ingår i släktet Perizoma och familjen mätare. Enligt den svenska rödlistan är arten nära hotad i Sverige. Arten förekommer i Götaland, Gotland, Öland, Svealand och Nedre Norrland. Artens livsmiljö är jordbrukslandskap, stadsmiljö. Inga underarter finns listade i Catalogue of Life.